# Cruz de Machacamarca
Cruz de Machacamarca es una localidad y municipio de Bolivia,ubicado en la provincia del Litoral del Departamento de Oruro.
La sección municipal fue creada por Ley de 27 de marzo de 1980, durante la presidencia de Lydia Gueiler Tejada.

## Geografía
El municipio limita al norte y este con el municipio de Escara, al sur con el municipio de Yunguyo de Litoral y al oeste con la provincia de Sabaya. 
Su topografía presenta cerros accidentados con limitada planicie. Su clima es frío y seco con una temperatura mínima de -20 °C y máxima de 16 °C, con escasa precipitación anual de 300 mm. y fuertes riesgos como heladas, granizadas y vientos que afectan negativamente a la agricultura.
La región posee escasas fuentes de agua que no son posibles de ser aprovechadas para riego, por su bajo caudal y falta de infraestructura. Los ríos Tacata y Challhuiri son los que fluyen de forma temporal, el agua para consumo proviene de vertientes y ojos de agua.

## Demografía
De acuerdo con el censo boliviano de 2024, la población del municipio de Cruz de Machacamarca es de 1 511 habitantes.
La población del municipio aumentó varias veces entre 1992 y 2024:
| Año  | Habitantes (municipio) | Fuente |
| ---- | ---------------------- | ------ |
| 1992 | 190                    | Censo  |
| 2001 | 869                    | Censo  |
| 2012 | 1 967                  | Censo  |
| 2024 | 1 511                  | Censo  |

## Economía
Por sus características socioeconómicas, Cruz de Machacamarca es un municipio que se dedica principalmente a la actividad agropecuaria, teniendo como principales cultivos la papa, quinua y cebada. Su actividad pecuaria es muy limitada, aunque la mayoría de las familias son propietarias de un pequeño número de cabezas de llamas o alpacas, rubro que genera ingresos por su venta.